# Atolón Laamu
El Atolón Laamu o Haddunmati es un atolón de las Maldivas. Está ubicado en el sureste de las Maldivas, en las latitudes 2° 08' N y 1° 47' N. En su división posee de 82 islas, en donde sólo 12 están habitadas, el resto deshabitadas, con un número importante de islotes. Su capital Fonadhoo, es la ciudad más poblada del atolón con un número superior a 1,760 habitantes.